# Шахназардаг
Шахназарда́г — гірська вершина у східній частині Великого Кавказу. Знаходиться на півночі Азербайджану.